# Tích cực độc hại
Tích cực độc hại (tiếng Anh: Toxic positivity) là một cách tiếp cận rối loạn chức năng để quản lý cảm xúc xảy ra khi mọi người không hoàn toàn thừa nhận những cảm xúc tiêu cực, Chán nản, buồn bã, đau đớn, tức giận...,  những cảm xúc tự nhiên của con người. Đó là một "áp lực là phải lạc quan cho dù hoàn cảnh của một người có tồi tệ như thế nào", và áp lực này có thể ngăn cản một người đối phó với những hoàn cảnh như vậy bằng cách đơn giản là cảm thấy buồn. Sự tích cực độc hại xảy ra khi mọi người tin rằng không tốt khi cảm thấy tiêu cực về bất cứ điều gì, hoặc phàn nàn, hoặc cảm thấy buồn, ngay cả khi phản ứng với các sự kiện mà thông thường sẽ gợi lên nỗi buồn như mất mát hoặc khó khăn thực sự, bởi vì giả vờ cảm giác hạnh phúc có thể mang lại nhiều điều tồi tệ hơn như một phần của vòng luẩn quẩn.

## Tâm lý học
Theo một nghĩa nào đó, sự tích cực độc hại là một cấu trúc trong tâm lý học về cách xử lý cảm xúc của con người được xây dựng dựa trên các giả định sau: cảm xúc tích cực và tiêu cực nên phù hợp với tình huống thích hợp. Điều này được xem là tâm lý lành mạnh. Tích cực độc hại bị chỉ trích vì ý tưởng rằng người ta phải cảm thấy tích cực mọi lúc, ngay cả khi thực tế bên ngoài là tiêu cực.
Tích cực thường được coi là một thái độ tốt và hữu ích cho hầu hết các tình huống, vì nó phản ánh sự lạc quan và lòng biết ơn và nó có thể giúp an ủi tâm trạng của một người. Còn tích cực độc hại mang lại một kỳ vọng không thực tế về việc có cuộc sống hoàn toàn hạnh phúc, mọi lúc. Khi điều này không xảy ra, mọi người "có thể cảm thấy xấu hổ hoặc tội lỗi" vì không thể đạt được sự hoàn hảo mong muốn. Theo đó, tích cực trở nên độc hại khi một người từ chối cảm xúc tiêu cực ngay cả khi nó phù hợp với hoàn cảnh.
Những người có sự khao khát liên tục đối với những trải nghiệm tích cực có thể vô tình bêu xấu cảm xúc tiêu cực của chính họ, như trầm cảm hoặc ngăn chặn các phản ứng cảm xúc tự nhiên, như buồn bã, hối tiếc hoặc căng thẳng. Chấp nhận cảm xúc tiêu cực có thể làm cho một người hạnh phúc và khỏe mạnh hơn về tổng thể. Một số tác giả coi sự tích cực độc hại là một hình thức làm hoang mang cảm xúc cá nhân. Họ tin rằng thật tốt nếu "buồn khi bạn buồn và tức giận khi bạn tức giận" và hoàn toàn cảm thấy "cầu vồng cảm xúc" của chúng ta.
Các tình huống không thể kiểm soát và có thể kiểm soát được là những yếu tố quyết định quan trọng của sự tích cực. Nếu tình huống có thể kiểm soát được, suy nghĩ tích cực giả tạo có thể cản trở khả năng của một người để khắc phục tình huống tiêu cực. Một yếu tố quyết định khác là thái độ của một người đối với hạnh phúc có thể ngăn họ phản ứng tối ưu với những trải nghiệm tiêu cực không thể tránh khỏi mà cuộc sống mang lại. Tích cực trở nên độc hại khi mọi người không thể xem xét những sai lầm trong quá khứ của họ và sửa chữa những sai lầm đó. [7] Mọi người đều phạm sai lầm, nhưng để che giấu họ với sự tự tin phóng đại là không có ích vì nó ngăn mọi người học hỏi từ những sai lầm của họ. Phương tiện truyền thông xã hội có thể làm trầm trọng thêm vấn đề vì nó thường nhấn mạnh những trải nghiệm tích cực và do đó có thể khiến mọi người ít có khả năng đối phó với những nhược điểm không thể tránh khỏi.
Tâm lý học tích cực cho thấy rằng quá nhiều tầm quan trọng được đặt vào "suy nghĩ lạc quan, trong khi đẩy những trải nghiệm đầy thách thức và khó khăn sang một bên."  Cuối cùng, tích cực độc hại có thể dẫn đến hậu quả thể chất, do không cho phép cảm xúc tiêu cực, như vậy là bệnh tim mạch và hô hấp.